# Красный Хутор (Шиловский район)
Красный Хутор — деревня в Шиловском районе Рязанской области в составе Аделинского сельского поселения.

## Географическое положение
Деревня Красный Хутор расположена в лесу, в 25 км к северо-востоку от пгт Шилово. Расстояние от деревни до районного центра Шилово по автодороге — 30 км.
Деревня окружена большими лесными массивами. К востоку от деревни находится урочище Борок, к югу — урочище Мурское Поле. Ближайшие населенные пункты — деревни Смирновка и Константиновка.

## Население
По данным переписи населения 2010 г. в деревне Красный Хутор постоянно проживают 2 чел.

## Происхождение названия
Селение образовано старообрядцами поморского толка. 
В начале XX в. деревня носила названия Карловские или Константиновские Выселки. Термин «красный», скорее всего, относится к числу идеологических топонимов советского времени.

## История
Деревня Красный Хутор была образована в 1905 г. в результате переселения на свободные земли старообрядцев поморского толка из близлежащих деревень Карловка (совр. Константиновка) и Александровка (Путятинский район). На 1905 г. здесь числилось 3 крестьянских двора, в которых проживали 15 мужчин и 10 женщин.
В начале 1-й мировой войны 1914—1918 гг., когда в России развернулась борьба против всего немецкого и запрещались немецкие общества, памятники, переименовывались города и села, носившие подозрительные названия, этот процесс затронул и деревню Карловку. В конце октября 1914 г. рязанский губернатор получил циркулярное письмо МВД с наставлением на скорейшее переименование поселений с немецкими названиями.
20 декабря 1914 г. Карловка сменила свое название на Константиновку. А в марте 1915 г. Казенная палата сделала своеобразное «открытие». Проверка окладных книг обнаружила невдалеке от бывшей Карловки деревню Карловские Выселки. Не зная, распространяется ли на неё постановление комиссии, палата завязала переписку с присутствием. Запрошенный земский начальник ответил, что сами жители деревни именуют свой населенный пункт Константиновскими Выселками. После этого губернское присутствие поспешило оповестить все заинтересованные учреждения о распространении постановления по переименованию села Карловка и волости на деревню Карловские Выселки.
В советскую эпоху, во время коллективизации крестьянских хозяйств, в деревне Константиновские Выселки был образован колхоз «Красный Хутор», и сама деревня сменила свое «дворянское» название на Красный Хутор. В дальнейшем колхоз «Красный Хутор» был присоединен к колхозу «15 лет Октября» (деревня Крыловка). В советский период Красный Хутор был известной на всю округу старообрядческой деревней.